# Narthex (Zeremonialstab)
Der Narthex (mittelgriechisch νάρθηξ, lateinisch ferula ‚Gerte‘) ist das Insigne der Kaiser im spätbyzantinischen Reich. Es ist ein während der Krönungszeremonie und vom Patriarchen getragener Hirtenstab, für die Ostkirche typisch meist tau-förmig.